# Cathédrale de Cáceres
Cette  cathédrale n’est pas la seule cathédrale Sainte-Marie.
La cathédrale Sainte-Marie est une co-cathédrale située dans la ville de Cáceres, dans la communauté autonome d'Estremadure en Espagne. Elle partage le siège du diocèse de Coria-Cáceres avec la cathédrale de Coria.

## Historique
Elle fut construite pendant les XVe et XVIe siècles sur les bases d'une construction mudéjare du XIIIe siècle. Elle possède un plafond en bois.
Les trois nefs gothiques, presque d'égale hauteur, ont des voûtes à liernes et tiercerons qui se prolongent dans les fines colonnes engagées des piliers. Le retable sculpté du maître-autel (XVIe siècle) est de bonne facture.
Elle fut déclarée « monument historique » en 1931, « cathédrale » en 1957 et inscrite sur la liste du patrimoine mondial avec l'ensemble de la vieille ville en 1986.

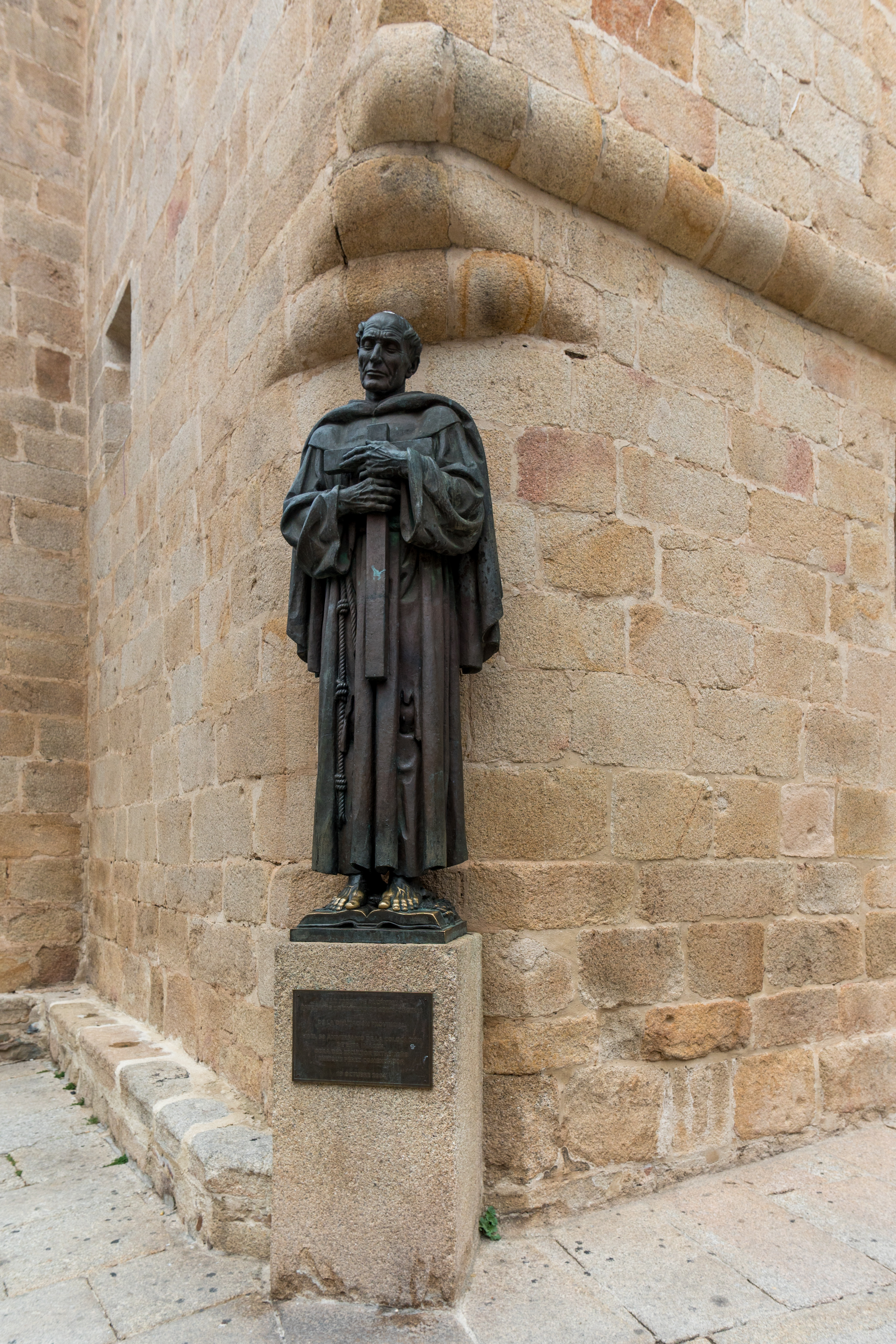
Statue de Pierre d'Alcantara.
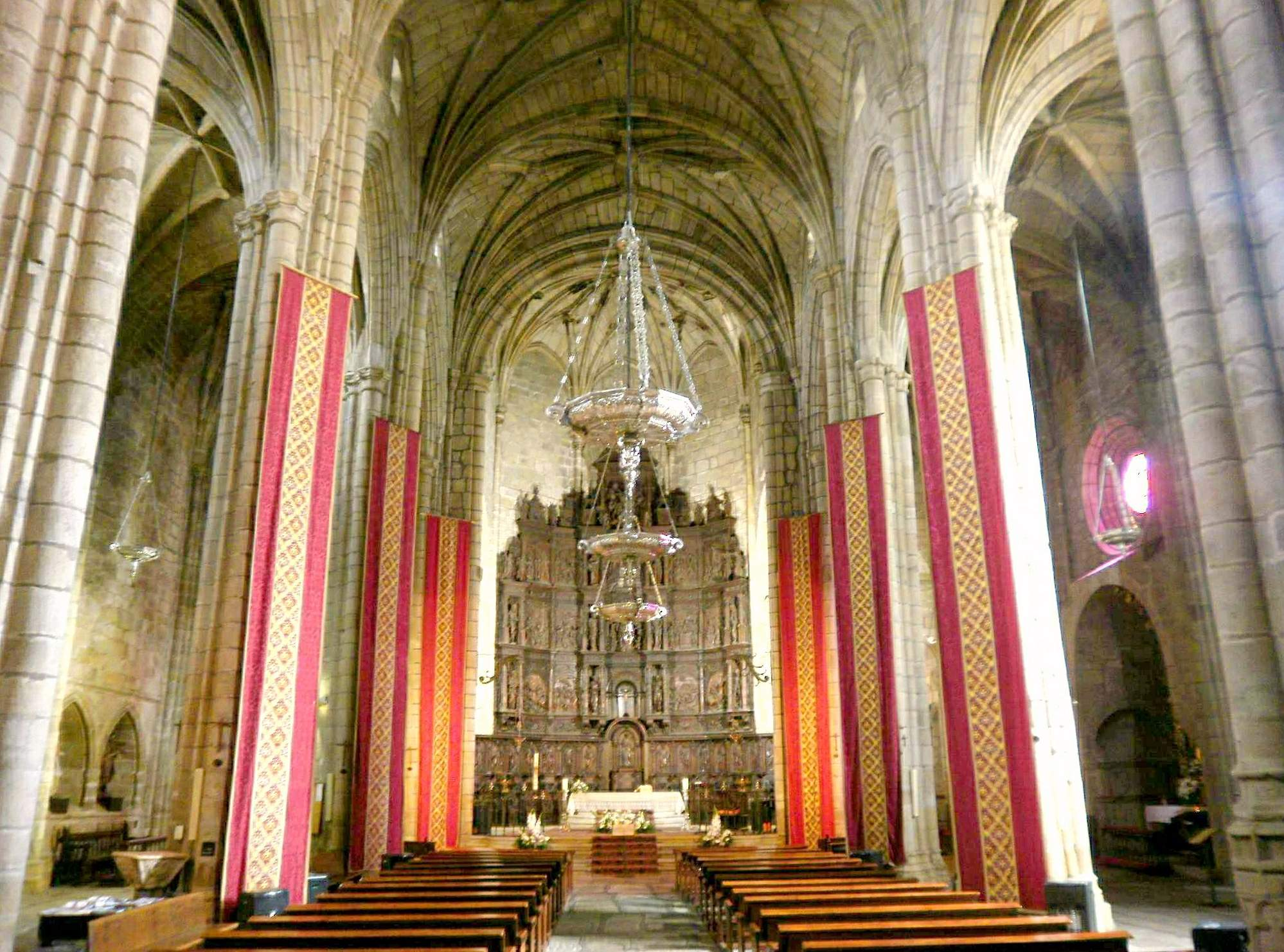
La nef centrale avec le maître-autel.

## Source
- (es) Cet article est partiellement ou en totalité issu de l’article de Wikipédia en espagnol intitulé « Concatedral de Santa María de Cáceres » (voir la liste des auteurs).